# Luke Shaw
Luke Paul Hoare Shaw (Kingston upon Thames, 12. srpnja 1995.) engleski je nogometaš koji igra na poziciji lijevog beka. Trenutačno igra za Manchester United.

## Klupska karijera

### Southampton
Godine 2002., Shaw, tada sedmogodišnjak, postao je član Southamptonove akademije. Za Southampton je debitirao 28. siječnja 2012. u utakmici FA kupa protiv Millwalla (1:1). Utakmicom protiv Swansea Cityja (1:1) 10. studenog 2012., Shaw je postao najmlađi igrač u klupskoj povijesti koji je igrao neku utakmicu Premier lige od prve minute. Bio je član PFA Momčadi godine za Premier ligu 2013./14.

### Manchester United
Dana 27. lipnja 2014. Shaw je prešao u Manchester United za nepoznati iznos za koji se smatra da je iznosio oko 30 milijuna funti. Time je postao najskuplji tinejdžer u svjetskom nogometu. Za United je debitirao 27. rujna u utakmici Premier lige u kojoj je West Ham United poražen 2:1. S Manchester Unitedom pobijedio je Leicester City u utakmici FA Community Shield 2016. S Unitedom je također osvojio UEFA Europsku ligu 2016./17. Svoj prvi ligaški gol zabio je 10. kolovoza 2018. Leicesteru kojeg je United ponovno dobio 2:1.  Na kraju sezone 2018./19. Shaw je osvojio nagradu za najboljeg igrača kluba koju dodjeljuju igrači te je također osvojio njenu ekvivalentu koju dodjeljuju navijači. Bio je član PFA Momčadi godine za Premier ligu 2020./21.

## Reprezentativna karijera
Tijekom svoje omladinske karijere nastupao je za selekcije Engleske do 16, 17 i 21 godine. Za A selekciju Engleske debitirao je 27. veljače 2014. kada je zamijenio Ashleyja Colea na poluvremenu prijateljske utakmice protiv Danske koju je Engleska savladala s minimalnih 1:0. Na Svjetskom prvenstvu 2014. igrao je samo u utakmici protiv Kostarike koja je završila bez golova. U finalnoj utakmici Europskog prvenstva 2020., Shaw je u 2. minuti zabio Italiji najbrži gol u finalu nekog Europskog prvenstva. Engleska je na kraju izgubila na penale.

## Priznanja

### Individualna
- Član PFA Momčadi godine: 2013./14.,[8] 2020./21.[18]
- Igrač godine Manchester Uniteda prema izboru navijača: 2018./19.[16]
- Igrač godine Manchester Uniteda prema izboru igrača: 2018./19.,[17] 2020./21.[22]

### Klupska
Manchester United
- FA Community Shield: 2016.[12]
- UEFA Europska liga: 2016./17. (osvajač),[13] 2020./21. (finalist)[23]

### Reprezentativna
Engleska
- Europsko prvenstvo (finalist): 2020.[24]

## Vanjske poveznice
- Profil, Manchester United
- Profil, Engleski nogometni savez
- Luke Shaw u UEFA-inim natjecanjima (arhivirane) (engl.)